# Jasnowiec
Jasnowiec (ukr. Яснове́ць) – (1600 m n.p.m.) szczyt w południowo-zachodniej części Gorganów, które są częścią Beskidów Wschodnich. Jest jednym ze szczytów grzbietu Piszkonii.